# Anomis planalis
Anomis planalis là một loài bướm đêm trong họ Erebidae.

## Hình ảnh

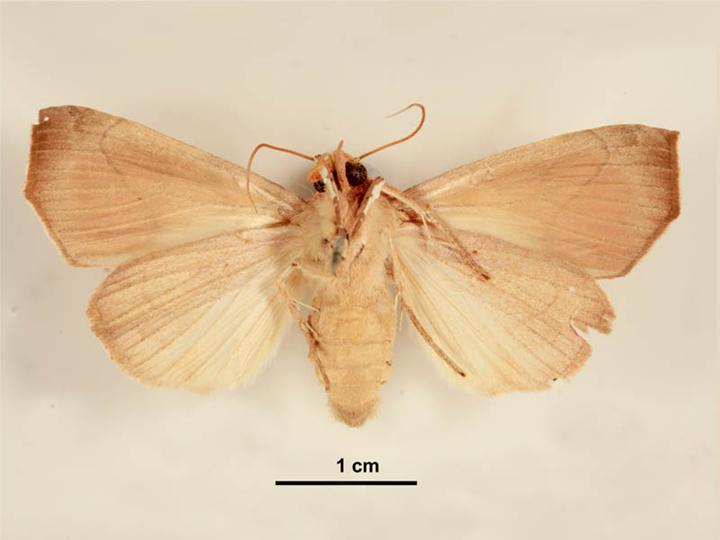
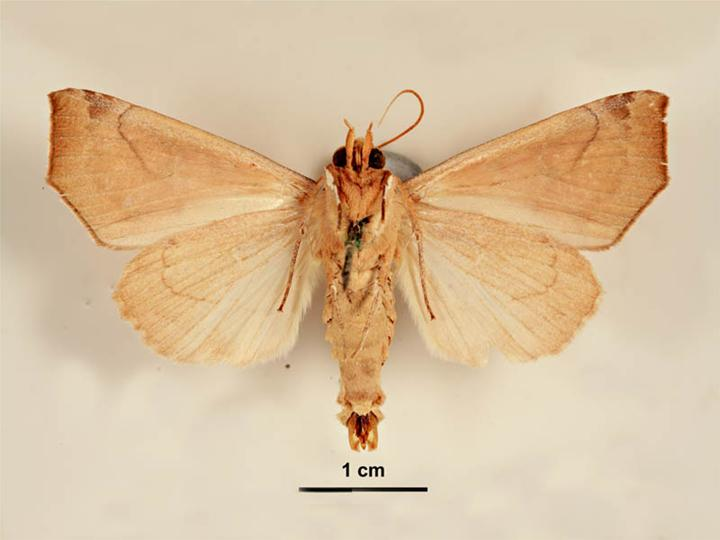